# Carl Ponsar
Carl Ponsar, né le 2 avril 1997 à Mont-Saint-Aignan, en Seine-Maritime, est un joueur professionnel  français de basket-ball. Il évolue aux postes d'ailier et d'ailier fort.

## Biographie
En 2015, il a joué en équipe de France des moins de 18 ans avec laquelle il a joué le championnat d'Europe des 18 ans et moins. Il a également fréquenté les sélections des moins de 17 ans et des moins de 16 ans. Enfin, il est remplaçant régulier au sein du Rouen Métropole Basket. Ainsi, depuis l'âge de 17 ans, il joue en Pro B dans son club formateur et représente l'un des plus grands espoirs de ce dernier.
En juin 2019, il joue les playoffs d'accesion à la Jeep Élite avec Rouen mais le club s'incline 2-1 en finale contre Orléans.
Sa saison 2019-2020 est gachée par les blessures (il ne jouera que quelques matchs cette saison) et par la pandémie de Coronavirus qui a forcé l'arrêt de la saison régulière de Pro B.
Au mois de juin 2020, il s'engage pour deux saisons à Saint-Quentin en Pro B. Blessé, il ne joue jamais avec Saint-Quentin.
Il revient par la suite en signant au Toulouse Basket Club en Nationale 1 pour finir la saison 2021-2022.
Il est de retour en Pro B dès la saison 2022-2023 avec le club de Lille Métropole Basket.
Le 17 juin 2023, il signe un contrat de deux ans avec Alliance Sport Alsace.

## Clubs successifs
- 2014-2020 :  SPO Rouen/Rouen MB (Pro A puis Pro B)
- 2020-2021 :  Saint-Quentin BB (Pro B)
- 2021-2022 :  Toulouse BC (NM1)
- 2022-2023 :  Lille MB (Pro B)
- Depuis 2023 :  AS Alsace (Pro B)

## Palmarès
Le 20 avril 2025, Carl Ponsar devient le meilleur scoreur de l’Alliance Sport Alsace avec un total de 889 points. Il lui manquait 15 unités pour dépasser le précédent record, qu’il a franchi en inscrivant 18 points lors de la rencontre face à Aix-Maurienne. Ce nouveau total fait de lui le joueur le plus prolifique de l’histoire du club à ce jour.